# 天神子兎音
天神 子兎音（てんじん ことね）は、日本のバーチャルYouTuber。

## 概要
2018年4月27日にYouTubeとニコニコ動画に動画を初投稿。
デザイン監修及びキービジュアルはいとうのいぢ、3Dモデリング制作及び2Dアートディレクションは株式会社プリズムプラスが担当している。
2020年11月11日に所属会社がユニバーサルミュージックになること、同年12月23日に「Kotone」名義でメジャーデビューすることを発表した。
2024年4月7日、ユニバーサルミュージック協力の下Spiral Stairs Studio株式会社を設立し、同社が運営するSPIRAL STAIRS STUDIO（SSS）に移籍することを発表。
誕生日は11月11日。

### キャラクター設定
元は500年前から京都の由緒正しき神社に祭られていた神で、「家内安全」「事業繁栄」「無病息災」「交通安全」「合格祈願」など様々なことで人間達を救ってきたという。しかし、長い間昼寝をしたことで、人間達に忘れ去られ崇められなくなってしまった。自身を差し置いて、人間達は何に夢中になっているのかと疑問を抱き調べてみると、それはアニメ・ゲーム・声優・アイドル・フィギュアである事がわかった。調べている内に彼女自身もそれらの魅力に惹かれ「YouTubeに動画を投稿して皆を笑顔にする。そしてエンターテインメントの神になる!!」と心に決め、バーチャルYouTuberを始めた。
喋り口調は基本関西弁で、口癖は「うぃぃぃぃぃ」。ファンのことは動画開始の挨拶などで「ポンコツ信者」呼ばわりしている。それに対してファン内での天神子兎音の愛称は「噛み様」。これは自身初の生放送 で噛みまくったことから取られたものである。
マリオカート8 デラックスのプレイスキルは「不動の11位」と呼ばれる程絶望的であるため、逆に「ポンコツ噛み様」呼ばわりされることもある。またマリオカートのゲーム実況中に「この先生きのこれないぞ」というコメントを「この先生、きのこ？」とぎなた読みをしまったことから、現在までネタにされ続けている。その後、このネタに応えるような形で、彼女の頭部や撮影スタジオのあちこちにキノコが生えてくるシステムが実装された。このキノコは言葉が発せられ、後述のオリジナル楽曲では合いの手も務めている。
動画撮影や編集は「神官」と呼ばれるスタッフが作業しており、生放送時はコメントに応えカメラワークをずらしたりする。天神子兎音本人は神官の事をアホの子呼ばわりしているが、一緒にゲームをするなど仲は良い。

### 歌い手として
「歌ってみた動画」ではいつもとは違った魅力を発信しており、低いキーや高いキーまで柔軟に対応できる歌い手としてのスキルを存分に発揮している。また、所々こぶしが入るような歌い癖が見られる。
2018年7月27日には初のオリジナル曲「フーアーユーなんて言わないで」が発表された。作曲・編曲は 和田たけあき、作詞は tmiyachi が担当。

## 出演

### テレビ番組
- 超人女子戦士 ガリベンガーV（2019年10月24日、2021年1月15日、テレビ朝日）

### インターネットラジオ
- 芹澤優のVtuberとあ～そぼっ!（2018年7月8日 - 9月30日、超!A&G+、レギュラー）[7][8][9]

### ボイスドラマ
- 四月一日さん家の（2019年、大森かなこ）[10]

### ゲーム
- ブイブイブイテューヌ（2020年、天神子兎音〈本人役〉）[11]

### イベント
2018年
- 7月6日「12時間ぶっ通し!! 第1回 夏のファイ祭り! Supported by VIVE JAPAN」
- 10月20日「バーチャルハロウィンナイト」
- 12月17日「TUBEOUT! Vol.1」
- 12月19日「REALITY Festival :connect」
- 12月17日「天神子兎音とクリスマスSPECIAL -2018- from VR SPARC」
- 12月31日「Count0」

2019年
- 4月10日「バーチャル音楽フェス」
- 4月12日「REALITY FESTIVAL2 DIVE in 神々サミット」
- 4月27日「#神降臨 〜ポンコツ神様が１周年イベントを始めてしまったようです〜」
- 4月27日・28日「ニコニコ超会議2019」
  - バーチャルさんがいっぱい スペシャルバーチャライブ DAY2

- 4月30日「さよなら平成カウントダウンライブ UNiON WAVE - clear -」
- 6月15日「富士葵生誕祭令和元年」
- 8月18日「Vアニ 2019」
- 8月24日「Vサマ！」
- 8月30日「#ウタオウヨ act.1」
- 10月26日「銀河アリスハロウィンライブ2019」
- 11月5日「harevutai Opening Fes「ことねさま と あ・そ・ぼ♡」」
- 11月19日「四月一日さん家のON STAGE」
- 12月22日「ぶいおん Xmas MUSIC LIVE」
- 12月31日「TUBEOUT!COUNTDOWN」

2020年
- 3月1日「超人女子戦士 ガリベンガーV ヒロイン危機一髪！筋肉&妖怪大進撃！！」 - ライブ配信に変更
- 4月20日「VTuberFes2020座談会」
- 7月18日「ぼーん・ざ・でい！ 〜神様、ついに誕生日 決めます〜」
- 9月5日「超人女子戦士 ガリベンガーV　ガリベン納涼祭」
- 10月3日「バーチャルTIF 2020」
- 10月24日・25日「白猫テニス グランドスラム 4周年オープン」
- 12月30日「＊ASTERISK」

2021年
- 1月23日「TUBEOUT! vol.4」
- 1月30日「VTuber Fes Japan 2021 DAY1（川口総合文化センター・リリア）」
- 3月27日「Dimension Labels Virtual Music Festival」
- 6月5日「VTuBandFest」

## ディスコグラフィ

### シングル
| #  | 配信日         | タイトル                     | 楽曲制作                                              | 規格     |
| -- | -------------- | ---------------------------- | ----------------------------------------------------- | -------- |
| 1  | 2018年7月27日  | フーアーユーなんて言わないで | 作詞:tmiyachi 作曲:和田たけあき 編曲:和田たけあき     | 音楽配信 |
| 2  | 2019年5月24日  | アンダーワールドウタウタイ   | 作詞:堀江晶太 作曲:堀江晶太 編曲:堀江晶太             | 音楽配信 |
| 3  | 2019年11月16日 | かごめ                       | 作詞:出口遼 作曲:出口遼 編曲:堀江晶太                 | 音楽配信 |
| 4  | 2020年6月6日   | Erase                        | 作詞:出口遼 作曲:出口遼 編曲:睦月周平                 | 音楽配信 |
| 5  | 2020年9月19日  | Black Joke                   | 作詞:出口遼 作曲:出口遼 編曲:出口遼                   | 音楽配信 |
| 6  | 2020年10月25日 | Flash                        | 作詞:出口遼 作曲:出口遼・Kotone 編曲:出口遼・睦月周平 | 音楽配信 |
| ７ | 2024年4月29日  | Reborn                       | 作詞:5u5h1 作曲:5u5h1 編曲:5u5h1                      | 音楽配信 |
| ８ | 2024年9月7日   | CHARACTER                    | 作詞:5u5h1 作曲:5u5h1 編曲:5u5h1                      | 音楽配信 |
| 9  | 2024年12月21日 | BAN[G]                       | 作詞:5u5h1 作曲:5u5h1 編曲:5u5h1                      | 音楽配信 |

| # | 発売日         | タイトル   | 楽曲制作                            | 規格品番  | 最高位 |
| - | -------------- | ---------- | ----------------------------------- | --------- | ------ |
| 1 | 2020年12月23日 | PUNISHMENT | 作詞:出口遼 作曲:出口遼 編曲:出口遼 | UICZ-5139 | 38位   |
| 2 | 2021年3月31日  | Autonomy   | 作詞:5u5h1 作曲:5u5h1 編曲:5u5h1    | UICZ-5153 | 23位   |

### アルバム
| # | 発売日        | タイトル | 規格品番            | 最高位 |
| - | ------------- | -------- | ------------------- | ------ |
| 1 | 2021年7月28日 | RESIST   | UICZ-9184/UICZ-4583 |        |

### 参加作品
| 発売日        | 商品名                                                      | 歌 | 楽曲                   | 備考 |
| ------------- | ----------------------------------------------------------- | --- | ---------------------- | ---- |
| 2019年4月24日 | IMAGINATION vol.1                                           | 天神子兎音 | 「アンインストール」   |      |
| 2019年4月24日 | IMAGINATION vol.1                                           | ときのそら、おめがシスターズ、える、虹河ラキ、ドーラ、緑仙、ロボ子さん、樋口楓、かしこまり、燦鳥ノム、天神子兎音、月ノ美兎、富士葵          | 「プレパレード」       |      |
| 2021年3月24日 | SPOTLIGHT vol.1                                             | 天神子兎音 | 「地球最後の告白を」   |      |
| 2021年3月24日 | SPOTLIGHT vol.1                                             | 天神子兎音、竜胆尊 | 「ORION」              |      |
| 2021年3月24日 | SPOTLIGHT vol.1                                             | 相羽ういは、天神子兎音、somunia、健屋花那、神楽めあ、カグラナナ、獅子神レオナ、ラトナ・プティ、しぐれうい、桜凛月、花鋏キョウ、竜胆尊、KMNZ | 「キセキ」             |      |
| 2022年2月12日 | IMAGINATION vol.4 〜戦姫絶唱シンフォギア 10 YEARS TRIBUTE〜 | Kotone(天神子兎音) | 「Bye-Bye Lullaby」    |      |
| 2022年2月12日 | IMAGINATION vol.4 〜戦姫絶唱シンフォギア 10 YEARS TRIBUTE〜 | Kotone(天神子兎音)、獅子神レオナ、凪原涼菜                                                                                                  | 「旋律ソロリティ」     |      |
| 2022年2月12日 | IMAGINATION vol.4 〜戦姫絶唱シンフォギア 10 YEARS TRIBUTE〜 | 朝ノ瑠璃、VESPERBELL、おめがシスターズ、Kotone(天神子兎音)、獅子神レオナ、道明寺ここあ、凪原涼菜、MaiR                                      | 「虹色のフリューゲル」 |      |
|               |                                                             | |                        |      |

### タイアップ
| # | 楽曲  | タイアップ                                                                                                   |
| - | ----- | --- |
| 1 | Flash | スマートフォンアプリゲーム「白猫テニス」リアル大会「白猫テニスグランドスラム 4周年オープン」公式テーマソング |